# Eugene Perelshteyn
Eugene Perelshteyn (ur. 2 lutego 1980 w Żytomierzu na Ukrainie) – amerykański szachista pochodzenia rosyjskiego, arcymistrz od 2006 roku.

## Kariera szachowa
W szachy nauczył się grać w wieku 7 lat od swojego ojca, Michaiła, który posiada tytuł mistrza FIDE i jest szachowym trenerem. W 1994 jego rodzina przeniosła się do Stanów Zjednoczonych i wkrótce trenerem Eugene'a został Roman Dżindżichaszwili, a w późniejszym okresie swojej kariery współpracował on również z m.in. Aleksandrem Wojtkiewiczem. Pomiędzy 1996 a 2000 pięciokrotnie wystąpił na mistrzostwach świata juniorów w różnych kategoriach wiekowych. W 2000 zdobył tytuł indywidualnego mistrza Stanów Zjednoczonych juniorów.
W 2001 podzielił III m. (za Igorem Nowikowem i Igorem Zugiciem, wspólnie z Aleksandrem Wojtkiewiczem i Hikaru Nakamurą) w turnieju Smartchess.com w Nowym Jorku. W 2003 zajął III m. (za Danielem Fridmanem i Hikaru Nakamurą) w Southampton na Bermudach (turniej B). W tym samym roku wypełnił pierwszą arcymistrzowską normę, zwyciężając w Nowym Jorku. Kolejne dwie wypełnił w Santo Domingo (2004) oraz Mashtantucket (2006, turniej Foxwoods Open, dz. I m. wspólnie z Loekiem van Welym i Ilją Smirinem). W 2007 zwyciężył w memoriale Samuela Reshevsky'ego rozegranym w Lubbock oraz podzielił II m. w Meksyku (za Juanem Carlosem Gonzálezem Zamorą, wspólnie z m.in. Alonso Zapatą i Manuelem Leónem Hoyosem). W 2008 podzielił IV-VI m. (za Jurijem Szulmanem, Aleksandrem Oniszczukiemi Siergiejem Kudrinem, wspólnie z Joshuą Friedelem i Warużanem Akobjanem) w finale indywidualnych mistrzostw Stanów Zjednoczonych, rozegranych w Tulsi. W 2009 zwyciężył (wspólnie z Benjaminem Finegoldem i Vinayem Bhatem) w turnieju Spice Cup Group B w Lubbbock.
Najwyższy ranking w dotychczasowej karierze osiągnął 1 lipca 2008, z wynikiem 2555 punktów zajmował wówczas 
17. miejsce wśród amerykańskich szachistów
W 2002 Eugene Perelshteyn ukończył studia na wydziale informatyki University of Maryland w Baltimore. Aktualnie pracuje w firmie Symantec. Jest współautorem (wspólnie z Lwem Alburtem i Romanem Dżindżichaszwilim) dwóch książek poświęconych tematyce grze debiutowej:
- Chess Openings for Black, Explained: A Complete Repertoire (2009), ISBN 1-889323-18-7
- Chess Openings for White, Explained: Winning with 1.e4 (2010), ISBN 1-889323-20-9